# 日本AEM学会
日本AEM学会（にほんえーいーえむがっかい、英語: The Japan Society Of Applied Electromagnetics And Mechanics (JSAEM)）は、日本の学術研究団体の一つ。

## 概要
1991年5月30日設立。学術研究団体としての種別は単独学会である。総合工学を学術研究領域とし、電磁力と電磁現象を核とした量子レベルからシステムまでを包含する学術・技術・応用を、国際協力および国際共同研究を通じて行なうことを目的としている。

## 沿革
- 1991年 - 日本AEM学会発足。

## 刊行物

### 日本AEM学会誌
- 誌名（和文）：日本AEM学会誌
- 誌名（欧文）：Journal of JSAEM
- 創刊年：1993
- 資料種別：ジャーナル（査読付き論文を含む）
- 使用言語：日英混在
- 発行形態：印刷体、eジャーナル
- 著作権帰属先：-
- クリエイティブコモンズ：-
- 購読：-